# Taiji Kase
Taiji Kase. född 9 februari 1929 i Chiba, död 24 november 2004, var karateutövare, Shihan och räknades som en av de främsta utövarna och instruktörna inom stilen Shotokan. Han var en av de få som tränat under Yoshitaka Funakoshi, sonen till Gichin Funakoshi som grundade Shotokan. Taiji Kase började träna karate 1944 på Shotokan Dojo i Tokyo. 1967 kom han till Europa för att sprida karaten vidare. Han bosatte sig i Paris och 1973 öppnade han en egen dojo. Han gifte sig och fick två döttrar. 
1989 bildade han tillsammans med Sensei Hiroshi Shirai organisationen WKSA (World Karate-do Shotokan Academy). Organisationen fanns representerad över hela världen. 2001 ombildades den till Shotokan-Ryu Kase-ha Instructors Academy. Efter Taiji Kases död bytte den 2007 namn till Kase-Ha Shotokan-Ryu Karate-Do Academy.